# Monjed
Monjed oder Al-Monjed (arabisch المنجد, DMG al-Munǧid) ist die Bezeichnung für einen jordanischen Bergepanzer, der in den frühen 2000er-Jahren entwickelt wurde.

## Entwicklungsgeschichte
Monjed wurde vom jordanischen staatlichen Rüstungsunternehmen King Abdullah II Design and Development Bureau (KADDB) Anfang der 2000er-Jahre auf Basis des US-amerikanischen Panzers M60A1 entwickelt. Ende der 1990er-Jahre erfolgte eine Reduzierung der Anzahl an M60-Kampfpanzern in den jordanischen Panzerverbänden zugunsten der moderneren Modelle Khalid und Al-Hussein. Im Zuge dessen wurden die M60A1-Fahrgestelle für den Umbau zu einem Bergepanzer genutzt. Die Streitkräfte Jordaniens sind derzeit der einzige Nutzer des Al-Monjed.

## Antrieb
Der Monjed wird – wie der M60 – von einem luftgekühlten 12-Zylinder-Dieselmotor vom Typ AVDS 1790-2DR angetrieben, der ursprünglich eigens für das US-amerikanische M88 Recovery Vehicle entwickelt wurde. Für die Kraftübertragung wurde das CD-8506A-Getriebe von Allison Transmission ausgewählt, das dem Drehmoment des Dieselmotors angepasst ist.
Das Laufwerk besteht aus jeweils sechs gummibereiften Doppellaufrollen und drei doppelten Stützrollen auf jeder Seite. Vorne befinden sich die Leitrollen, die Antriebsräder sind am Heck. Die Federung erfolgt über Torsionsstäbe, die über Schwingarme mit den Laufrollen verbunden sind.

## Technik
Der Monjed kann sowohl für die Bergung als auch für die Reparatur von Kampfpanzern im Frontbereich eingesetzt werden. Das Fahrzeug trägt eine Reihe von Reparaturgeräten, darunter einen Kran, Schweißgeräte und Druckluftwerkzeuge. Zusätzlich verfügt das Bergefahrzeug über genügend Stauraum für Ersatzteile und kann sogar einen Ersatzmotor mitführen, welcher obenauf liegend transportiert wird.
Die hydraulisch angetriebene Trommelwinde entwickelt eine maximale Zugkraft von 400 kN. Die Seilgeschwindigkeit beläuft sich bei leichten Lasten auf 40 Meter pro Minute, bei Maximallast auf 13 m/min. Die Seillänge beträgt 70 Meter und reißt bei einer Belastung von 665 kN. Der Räum- und Stützschild dient vorrangig als Abstützung im Kranbetrieb, aber auch als Erdanker beim Einsatz der Seilwinde, in begrenztem Umfang sind Erdbewegungen möglich.
Der hydraulisch betriebene um 360° schwenkbare Kran ist in der Lage, 6,5 Tonnen um maximal 4,9 Meter anzuheben, womit die Antriebsaggregate moderner Kampfpanzer ausgewechselt werden können. Ein Hilfstriebwerk stellt die Energie der Kran-Hydraulik bereit, wodurch es möglich wäre, den fahrzeugeigenen Motor auszuwechseln.
Monjed kann Fahrzeuge mit einer Masse von bis zu 60 Tonnen bei einer Geschwindigkeit von 30 km/h ziehen.